# Grad Krk
Grad Krk är en stad i Kroatien.   Den ligger i länet Gorski kotar, i den centrala delen av landet, 140 km sydväst om huvudstaden Zagreb. Grad Krk ligger på ön Krk.
Följande samhällen finns i Grad Krk:
- Krk